# Brunsbüttel
Brunsbüttel é uma cidade da Alemanha localizada no distrito de Dithmarschen, estado de Schleswig-Holstein.